# Karta dziurkowana
Karta dziurkowana, karta perforowana – nośnik danych stosowany do zapisu informacji w maszynach z automatycznym przetwarzaniem danych. Używana do programowania komputerów począwszy od ich konstrukcji aż do lat 80. XX wieku, w ostatnim okresie stosowana z papierową taśmą dziurkowaną.

## Historia
Za wynalazcę kart dziurkowanych uważa się Josepha Jacquarda, który zastosował je po raz pierwszy w krośnie, do sterowania nićmi podczas tkania (maszyna żakardowa), co pozwalało tworzyć tkaninę o powtarzalnym wzorze. W 1832 r. ideę tablic perforowanych zaproponował rosyjski wynalazca Siemion Korsakow.
Herman Hollerith opatentował 8 czerwca 1887 r. własny format karty dziurkowanej, która została użyta podczas powszechnego spisu ludności USA w 1890 roku. Opracowany na te potrzeby system kodowania zbieranych informacji oparty był właśnie na tych kartach. Informacje kodowano poprzez wycinanie otworów w odpowiednich miejscach, gdy odpowiedź na pytanie była twierdząca. Karty mogły być następnie segregowane lub zliczane, w zależności od wyciętych otworów. Karta Holleritha miała wymiary ówczesnego banknotu dolarowego tzn. 90 na 215 mm, otwory były okrągłe.

Początkowo niemal każda maszyna korzystała z kart o specyficznym, specjalnie zaprojektowanym formacie. Od 1928 r. zarówno maszyny jak i karty stały się „ogólnego przeznaczenia”, zatem rozpoczęto proces ich standaryzacji. Ustalony został rozmiar kart: 7⅜ na 3¼ cala (187,325 na 82,55 mm).

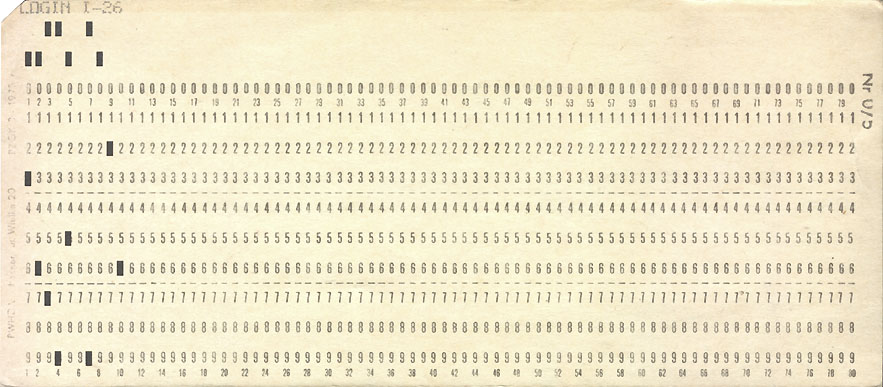
Karta dziurkowana używana do wprowadzania programów do komputerów oraz danych w byłym Centrum Informatycznym Politechniki Wrocławskiej

Z czasem najpopularniejszy stał się format wprowadzony przez IBM, karta miała 80 kolumn z pojedynczym znakiem i prostokątne otwory. Karty UNIVAC miały 45 dwuznakowych kolumn i okrągłe otwory.
Karty wykonane były z bardzo cienkiej, ale sztywnej tekturki: stos dwóch tysięcy kart (standardowe pudło) miał grubość 355 milimetrów, a pojedyncza karta - około 0,18 mm (w USA plik kart grubości jednego cala nazywano talią (deck) – były to dokładnie 143 karty). Po kilkunastu cyklach odczytu karta była najczęściej już na tyle uszkodzona, że należało ją wymieniać na nową.

## Zasady działania
Kodowanie informacji: 

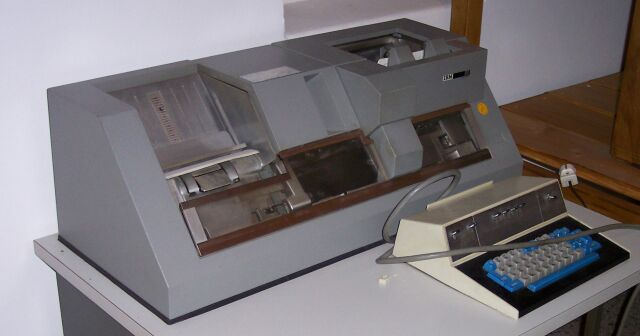
Stanowisko do dziurkowania kart

- na prostokątnej, papierowej karcie kolejne pozycje są albo przedziurkowane albo pozostawione nienaruszone;
- każda pozycja na karcie reprezentuje pojedynczy bit informacji;
- każda kolumna reprezentuje jeden znak;
- w kolumnie znajduje się 12 pozycji;
- w formacie firmy IBM kolumn było 80, można zatem było zakodować na niej 80 znaków.

Pojedyncza dziurka w kolumnie służyła do kodowania cyfr, dwie do kodowania liter alfabetu (wielkie litery), trzy do użycia znaków specjalnych. Od 1964 r. dopuszczono stosowanie nawet 6 dziurek w kolumnie.

Karty były dziurkowane za pomocą maszyny nazywanej dziurkarką, następnie weryfikowano poprawność przy pomocy sprawdzarki (początkowo robił to człowiek). Dopiero potem karty wkładano do czytnika kart, który był jednym z peryferyjnych urządzeń wejścia do komputera. Wszystkie te działania wymagały nadzoru, bądź współpracy człowieka, operatora maszyny. Karty miały, w celu zapobieżenia przypadkom nieprawidłowego („do góry nogami” lub „na lewą stronę”) umieszczenia w czytniku, obcięty narożnik – np. górny lewy; karty nieprawidłowo umieszczone w pliku natychmiast można było dzięki temu dostrzec. 

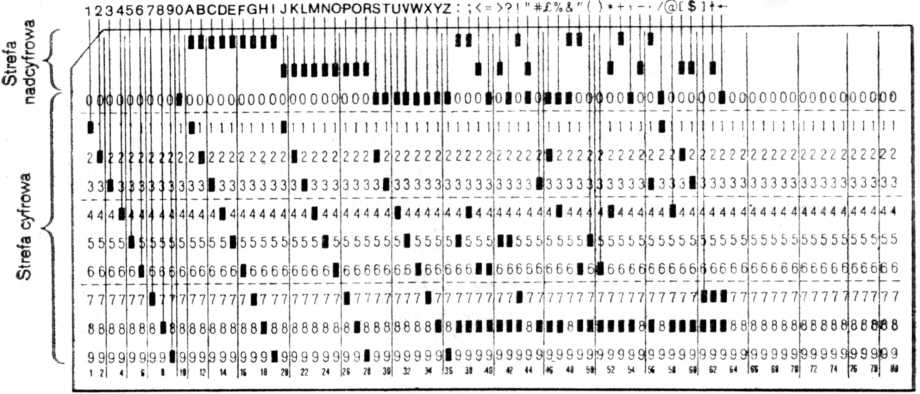
Karta 80-kolumnowa z wydziurkowanymi znakami w kodzie maszynowym Odra-1300

W celu zwiększenia czytelności dla człowieka na górze karty był wydrukowany napis odpowiadający wydziurkowanej treści.
System wprowadzania informacji do komputera za pomocą kart był – jak na czasy, w których go stosowano − stosunkowo nowoczesny i szybki (fotoelektryczne czytniki działały z prędkością kilkunastu kart na sekundę, co przy 80-znakowej karcie oznaczało wczytywanie w tempie do ok. półtora tysiąca znaków na sekundę, czyli znacznie szybciej niż w przypadku papierowych taśm perforowanych). Zmorą tego systemu były jednak przypadki przekłamań wynikających z resztek po dziurkowaniu „confetti”, albo nawet pojedynczych włókien papieru, powstających szczególnie wówczas, gdy nóż perforatora był już stępiony), które czasami pozostawały wewnątrz otworu i fałszowały odczyt. Nierzadkie też bywały przypadki pomieszania kolejności kart, które mogły się zdarzyć w razie rozsypania stosu kart i nieprawidłowego ich późniejszego poukładania.

## Fakty dotyczące kart perforowanych
System dziurkowanych kart jako nośników danych w zasadzie wyszedł z użycia w latach 80. XX w., choć stosowano go jeszcze incydentalnie również później. Głośny stał się przypadek jego zastosowania w czasie amerykańskich wyborów prezydenckich w roku 2000, kiedy nieprawidłowo opracowany system kodowania danych, w połączeniu z typowym dla perforowanych papierowych nośników danych problemem pozostających w otworach resztek, doprowadził do skandalu i potrzeby ponownego, ręcznego sprawdzenia wszystkich kart w stanie Floryda.